# ВЕС Вестермост-Раф
ВЕС Вестермост-Раф (англ. Westermost Rough) – британська офшорна вітроелектростанція, введена в експлуатацію у 2015 році.
Місце для розміщення ВЕС обрали за 8 км від Холдернесс (узбережжя Йоркширу). Тут у січні 2014-го спеціалізоване судно Innovation розпочало спорудження монопальних фундаментів, котрі складались із паль діаметром 6,5 метра та вагою від 500 до 810 тон, і перехідних елементів вагою 367 тон. За один рейс воно доставляло із данського Ольборгу по п’ять таких комплектів. Після цього монтаж вітрових турбін провело інше спеціалізоване судно Sea Challenger, котре завершило роботу в березні 2015-го.
На початку літа 2014 року плавучий кран Stanislav Yudin встановив гратчату опорну основу («джекет») офшорної трансформаторної підстанції та закріпив її на дні палями. На неї змонтували доставлену на одній баржі з основою надбудову з обладнанням («топсайд») розміром 15x30x15 метрів. Після цього судно Ndurance завело на підстанцію кінець головного експортного кабелю, прокладеного за кілька місяців до того іншим судном Stemat Spirit. Електроенергія подається на суходіл під напругою 150 кВ по лінії довжиною 11,8 км, при цьому перехід берегової зони виконали за допомогою технології спрямованого горизонтального буріння. Крім того прокладена підземна ділянка довжиною 15 км до підстанції 150/275 кВ в Hedon біля Кінгстон-апон-Галл.
Станція складається з 35 вітрових турбін компанії Siemens типу SWT-6.0-154 одиничною потужністю 6 МВт та діаметром ротора 154 метри. Вони розташовані на площі 35 км2 в районі з глибинами моря від 16 до 26 метрів на баштах висотою 102 метри.
Проект вартістю 800 млн фунтів стерлінгів спільно реалізували данцський енергетичний концерн DONG (50%), японська Marubeni (25%) та британська компанія Green Investment Bank (25%).